# جون فارو
جون فارو (بالإنجليزية: John Farrow)‏‏ (10 فبراير 1904 في سيدني - 27 يناير 1963 في بيفرلي هيلز)، كان مخرج أمريكي بدأ نشاطه سنة 1927. كما أنه من الفائزين بجوائز الأوسكار سنة 1957 عن فيلم حول العالم في 80 يوما. كما أنه رشح لجائزة الأوسكار لأفضل مخرج سنة 1942 عن فيلم جزيرة ويك. وهو والد الممثلة مايا فارو.

## الأعمال
- الحفرة والبندول
- جزيرة ويك (1942)
- حول العالم في 80 يوما (1956)

## وصلات خارجية
- جون فارو على موقع IMDb (الإنجليزية)
- جون فارو على موقع الموسوعة البريطانية (الإنجليزية)
- جون فارو على موقع ألو سيني (الفرنسية)
- جون فارو على موقع تيرنر كلاسيك موفيز (الإنجليزية)
- جون فارو على موقع أول موفي (الإنجليزية)
- جون فارو على موقع قاعدة بيانات الأفلام السويدية (السويدية)
- جون فارو على موقع إن إن دي بي (الإنجليزية)
- جون فارو على موقع قاعدة بيانات الفيلم (الإنجليزية)
- جون فارو على موقع كينوبويسك (الروسية)